# Eweka Ier
Eweka Ier est un monarque de l'histoire du royaume du Bénin qui règne de 1200 jusqu'à sa mort en 1235 apr. J.-C. Il supervise la transition de la dynastie Ogiso vers l'émergence des Oba du Bénin. Son règne de 35 ans a un impact notable sur les aspects politiques, culturels et traditionnels du royaume.
Avant le règne d'Eweka Ier, le royaume du Bénin est confronté à l'incertitude en raison du bannissement d'Owodo, le dernier Ogiso, pour mauvaise gestion. Oduduwa, qui est le père d'Oromiyan, est exilé à Uhe (Ife), envoie ce dernier comme émissaire à Benin City. Ce dernier se marie avec Erinwinde, une femme de la culture locale. Après une période d'interrègne conséquente, leur fils Eweka est placé sur le trône.
Le règne d'Eweka Ier marque l'établissement du règne des Oba au Bénin, le terme « Oba » commençant à signifier royauté à son époque. Il souligne l’importance des dirigeants éduqués dans la culture béninoise, un principe qui persiste au fil des siècles. Après la mort d'Eweka Ier en 1235 apr. J.-C., son identité devient partie intégrante du royaume du Bénin, influençant sa gouvernance, ses traditions et son patrimoine culturel.

## Biographie

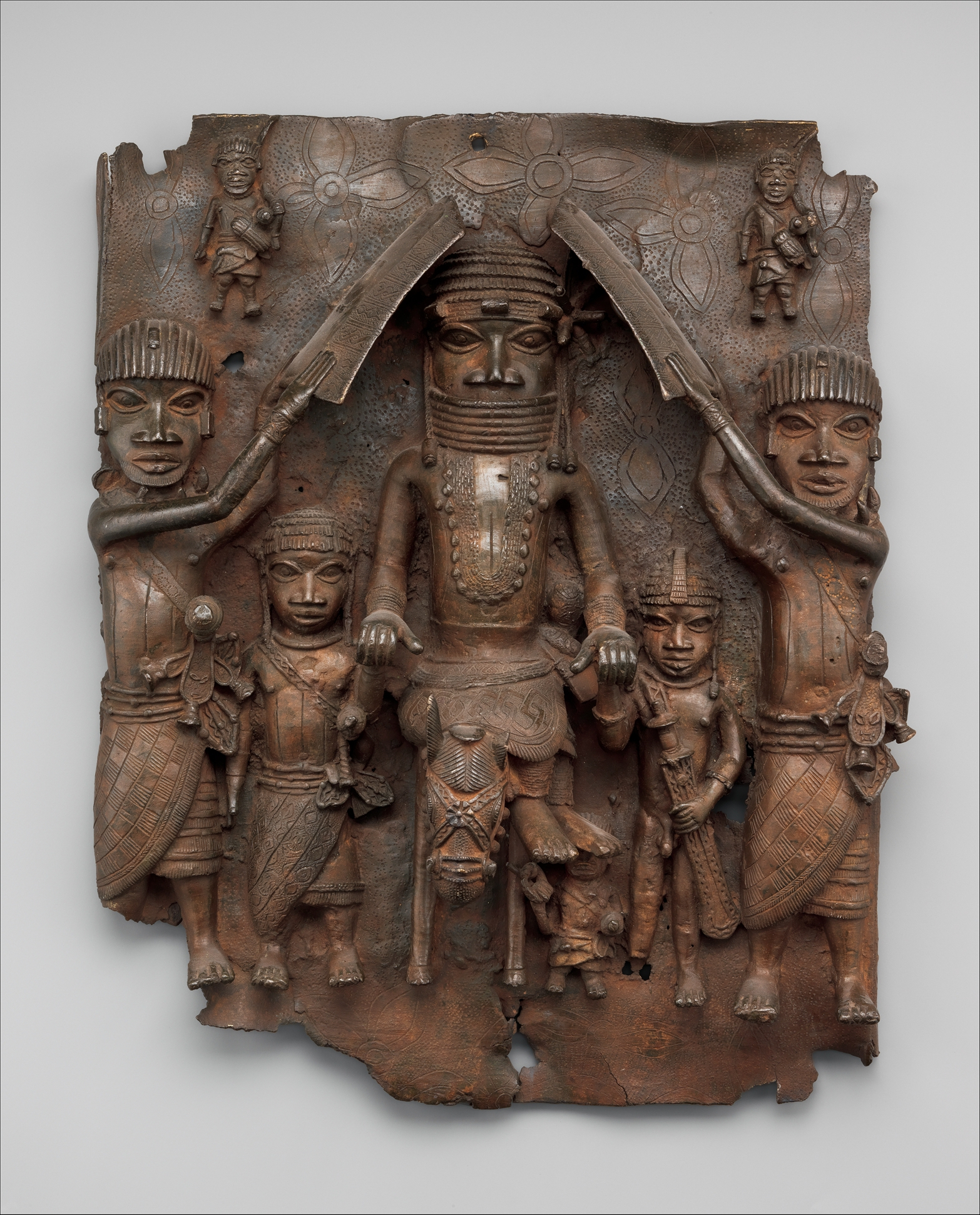
Plaque en bronze représentant un Oba et ses serviteurs datant du XVIe siècle.

Eweka Ier, né d'Oromiyan, fils d'Oduduwa, et d'une femme de culture Edo, hérite d'un territoire qui englobe à la fois les cultures yoruba et béninoise,. Ce double héritage influence plus tard son enfance et ses décisions,. Les historiens débattent du lieu de naissance exact d'Eweka Ier au sein du royaume du Bénin. Certaines sources suggèrent qu'il est né à Edo (Benin City), tandis que d'autres suggèrent que sa naissance pourrait avoir eu lieu pendant l'exil de son père à Uhe, connue aujourd'hui sous le nom d'Ife,. L'incertitude entourant son lieu de naissance reflète l'histoire tumultueuse de sa famille,.
Le mécontentement de la population à l'égard d'Oromiyan le pousse à quitter le Bénin et il confie son fils au chef Evian, l'Odionwere (chef des anciens). Les années de formation d'Eweka sont marquées par les défis auxquels son père est confronté pendant son exil et son retour ultérieur au Bénin en tant qu'émissaire. Cette période a exposé Eweka aux complexités de la navigation dans le paysage culturel et politique du Royaume du Bénin,. Ces expériences ont probablement contribué à la reconnaissance par Eweka de l'importance d'un dirigeant profondément enraciné dans la culture béninoise,,.
L'échange culturel résultant de l'arrivée d'Oromiyan au Bénin a un impact durable sur la jeunesse d'Eweka,. La juxtaposition et l'éventuelle harmonisation des traditions yoruba et béninoises ont contribué à ses expériences formatrices,.
Les débuts d'Eweka Ier, le premier Oba du royaume du Bénin, sont obscurcis par des documents historiques limités détaillant ses années de formation,. Né pendant une période de transition et de bouleversements politiques, l'éducation d'Eweka est influencée par l'interaction complexe de la lignée royale du Bénin et par les interactions culturelles avec les régions voisines,.

## Règne

### Contexte
Après l'exil d'Owodo, le dernier souverain de la dynastie Ogiso, une période d'incertitude s'empare de la région du Bénin en raison de ses actions,. Au cours de cette période de turbulences, Evian apparait comme une force stabilisatrice dans l’administration du Bénin, connu pour son rôle dans la soumission d’Osogan,.
Le règne d'Evian dure près de quatre décennies et apporte de la stabilité à la région malgré quelques conflits internes. Dans ses dernières années, Evian nomme son fils, Ogiamien, pour lui succéder,. Cependant, cette décision se heurte à l'opposition de certains individus d'Edo qui soutiennent que le trône devrait être réservé à ceux de la lignée royale plutôt qu'aux roturiers comme la famille d'Evian,. Mené par Oliha, une figure éminente, un mouvement émerge pour restaurer un monarque sur le trône,.
Cette agitation conduit à un conflit interne, incitant un groupe d'anciens, dirigé par Oliha, à se lancer dans une quête pour retrouver Ikaladerhan, le fils exilé du dernier Ogiso, Owodo. Ikaladerhan avait cherché refuge à Uhe, aujourd'hui connue sous le nom d'Ife. En arrivant à Uhe, l'équipe de recherche découvre qu'Ikaladerhan y exerce un statut royal. Malgré tous leurs efforts, Ikaladerhan, désormais connu sous le nom d'Oduduwa, hésite à retourner au Bénin. Cependant, il accepte d'envoyer son fils évaluer l'engagement du peuple d'Edo envers son roi,.

### Accession au trône
L'arrivée d'Oromiyan au Bénin se heurte à la résistance d'Ogiamien, qui contrôle la ville sous son administration. Oromiyan s'installe à Usama, une banlieue du Bénin, avec le soutien des Edion (anciens), dirigés par le chef Oliha,. Oromiyan est confronté à des défis en raison de son origine yoruba, étant né et élevé en terre yoruba, malgré son héritage béninois par l'intermédiaire de son père, Ikaladerhan.
Oromiyan a eu du mal avec la langue et la culture béninoises, incapable de combler le fossé culturel. Finalement, il renonce à son poste et appela la terre d'Edo « Ile Ibinu », ce qui signifie la terre de l'ennui et de la contrariété. Il déclare que seule une personne instruite dans la culture et les traditions du Bénin pouvait diriger le royaume. Oromiyan retourne à Uhe (Ife).
Sur le chemin du retour à Uhe, Oromiyan s'est brièvement arrêté à Ego, où il a eu un enfant avec la princesse Erimwinde, la fille de l'Enogie d'Ego. L’enfant, dans ses premières années, rencontre des difficultés d’élocution. Cependant, avec le soutien de son père, qui avait fondé la dynastie d'alaafin à Oyo, l'enfant a surmonté ce défi. Lors d'une partie de billes avec d'autres enfants, il s'est exclamé « Owomika », qui a ensuite été adapté en « Eweka ».

### Premier Oba
Pendant plus de 30 ans, l'administration de Benin City reste entre les mains de la famille Ogiamien jusqu'en 1200 apr. J.-C., lorsqu'un jeune roi, Eweka Ier, accède au trône,. Il dirige le royaume avec l'aide de son grand-père maternel, Ogiegor,.
Eweka Ier marque la fin de la dynastie Ogiso et l'établissement du règne des Obas au Bénin,. L'origine du terme « Oba » reste un sujet de débat, certains suggérant une influence yoruba, tandis que d'autres l'attribuent au premier Ogiso, Obagodo,. Quelles que soient ses origines, le terme « Oba » a commencé à signifier royauté sous le règne d'Oba Eweka Ier en 1200 apr. J.-C.,.
Le règne d'Oba Eweka Ier est un moment important dans l'histoire du royaume du Bénin, ouvrant la voie aux règnes de ses successeurs, dont Oba Uwakhuahen et Oba Ehenmihen,. 
Eweka Ier est très jeune lorsqu'il accède au trône et reçoit les regalia ainsi que des insignes royaux d'Ife par son père. Ce dernier lui assigne le conseil des anciens pour l'assister dans sa tâche.

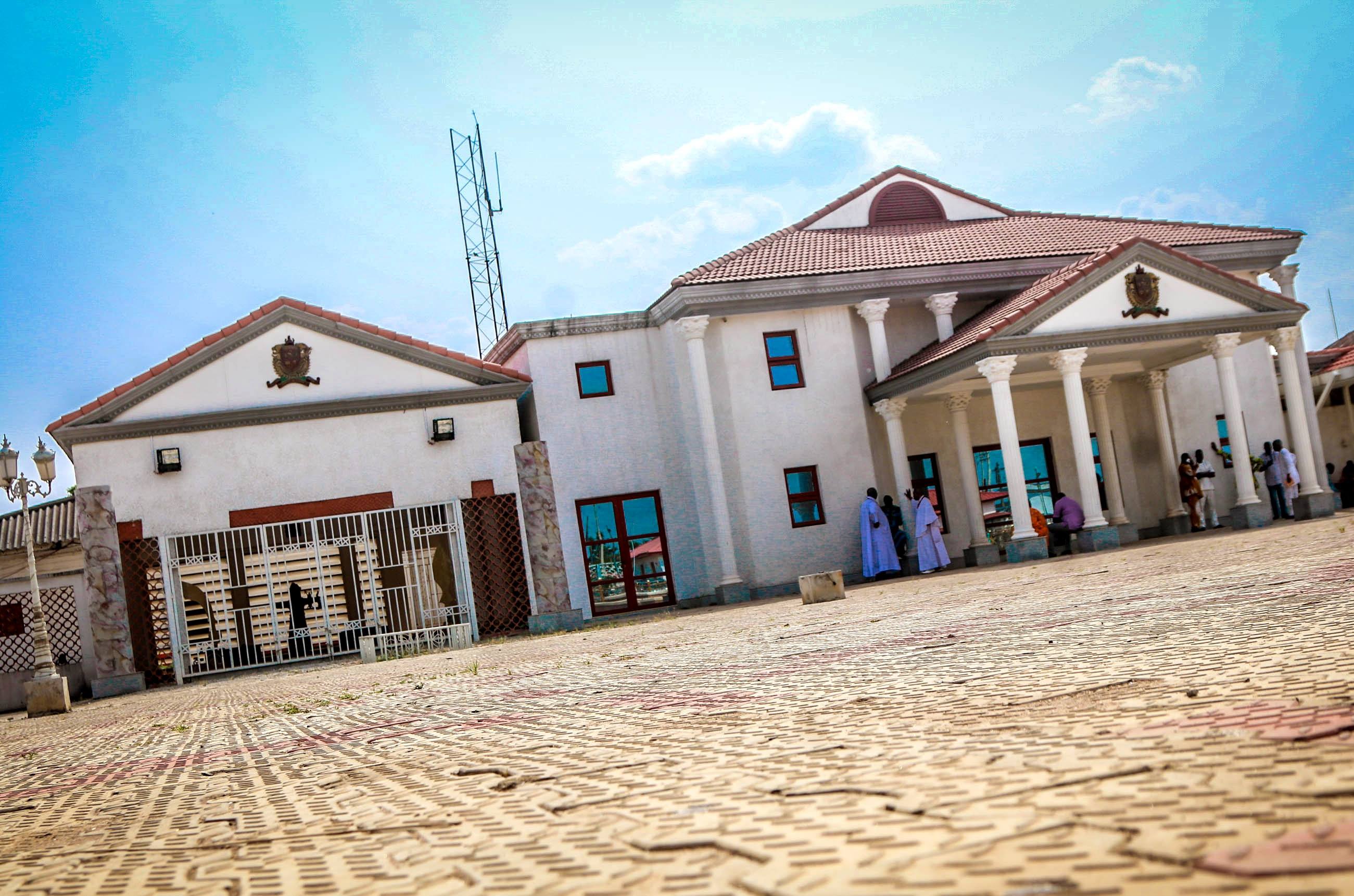
Actuel palais royal des Oba, à l'emplacement choisi par Eweka et développé par ses successeurs.

Il consolide son pouvoir malgré les importantes rivalités internes entre les fonctionnaires de la précédente dynastie et forme un Uzama Nihiron (conseil d'État) afin de restructurer ces fonctions. Il délocalise le palais à un emplacement plus distant afin de protéger la famille régnante des atteintes physiques. Ces conflits internes perdurent longtemps, mais instaurent un nouveau pouvoir suprême régi par les Obas.
Il réforme les Edionisen (faiseur de rois) et en fait des titres héréditaires. Il leur donne une mission supplémentaire : après nomination, le leader des Edionisen dont il crée la fonction, l'Oloton, doit également couronner physiquement le nouvel Oba. Cette décision vise à renforcer la légitimité du rôle des Obas. Cependant, il faudra attendre 1255, avec Oba Ewedo, pour que l'autorité des Obas et leur légitimité soit enfin établie.
Sur le plan culturel, il met en place le festival Ugie-Ododua afin de commémorer son grand-père. Il s'agit d'un festival masqué et costumé dans lequel sont exécutées sept danses et sept musiques durant sept jours. Le festival est adapté par des Obas ultérieurs et est encore pratiqué à ce jour. 

## Fin de vie
La mort d'Eweka Ier, le premier Oba du Royaume du Bénin, marque un tournant important dans l'histoire du royaume,. Son décès en 1235 apr. J.-C. signifie à la fois la conclusion de son long règne et la transition du leadership à ses successeurs,.
La mort d'Eweka Ier, peu documentée, aurait eu lieu à Benin City, la capitale de son royaume,. Cela fait suite à un règne de 35 ans au cours duquel il supervise une période de transformation et de consolidation,.
Après la mort d'Eweka Ier, son fils, Oba Uwakhuahen, lui succède. Le pouvoir consolidé par le règne d'Eweka Ier permet une transition en douceur de l'autorité au sein de la dynastie béninoise,.
Les circonstances spécifiques entourant la mort d'Eweka Ier et les rituels ou coutumes associés sont méconnus,. Cependant, on sait qu'il est à l'origine de la tradition relative au transport de la dépouille des Obas vers Ile-Ife puisqu'il l'instaure et que cette coutume se perpétue ensuite. 

## Postérité

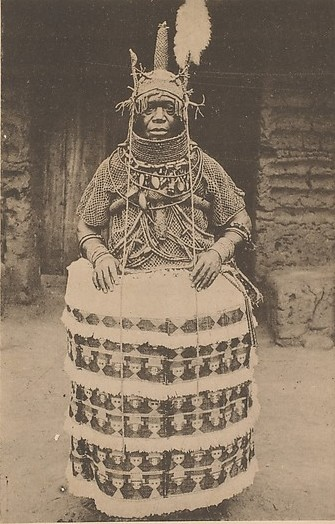
Eweka II règne de 1914 à 1933 et est un descendant direct d'Eweka I.

L'impact le plus profond d'Eweka I réside dans son rôle d'architecte de la transition de la dynastie Ogiso à celle des Obas. Son règne marque la fin d'un système de gouvernance vieux de plusieurs siècles,. 
L'accent mis par Eweka Ier sur l'importance des dirigeants éduqués dans la culture et les traditions béninoises est un aspect déterminant des futurs Obas. La décision de son père de renoncer à sa propre prétention au trône, invoquant le fossé culturel entre lui et le peuple, renforce l'idée que seule une personne profondément enracinée dans les coutumes et le patrimoine du Bénin pouvait diriger efficacement le royaume. Ce principe perdure au fil des siècles, influençant la sélection et l'éducation des Obas ultérieurs,.
En 1914, après la destitution de l'Oba Ovǫnramwęn Nǫgbaisi, son successeur prendra le nom d'Eweka II d'après Eweka Ier, fondateur de la dynastie Eweka.
Parfois, le titre de Premier Oba est donné à son père, Oronmiyan, qui pose les bases du nouveau mode de gouvernance. Cependant le retrait de ce dernier au profit d'Eweka I rajoute une composante culturelle indispensable au titre. On parle donc parfois de lui comme du second Oba.

## Problèmes chronologiques
Les études des traditions orales concernant les Obas donnent des datations différentes ainsi qu'une liste de succession différente. R. E. Brabdury compare les deux versions principales qui opposent les datation et listes de Talbot, Roupell, Egharevba et Esekhurhe. Sur cette base, il est en mesure de reconstruire la généalogie des premiers Obas et souligne les incertitudes concernant les dates de certains Obas dont Eweka, Uwakhuahen et Ehenmihen. La tradition ne fournit tantôt pas d'informations sur les dates de règne, tantôt pas sur la durée. Il conclut qu'il est impossible de fournir de date précise au delà de l'année 1485, mais que la datation de début dynastique en 1200 est improbable, sans confirmer l'estimation de 1300 de Talbot. Pour Eisenhofer, il est prématuré de considérer les données de Talbot et Egharevba comme invalide, tel que le décrit Bradbury.